# Nuits
Nuits (früher: Nuits-sous-Ravière) ist eine französische Gemeinde mit 372 Einwohnern (Stand: 1. Januar 2022) im Département Yonne in der Region Bourgogne-Franche-Comté (vor 2016 Bourgogne) im Osten Frankreichs. Die Gemeinde gehört zum Arrondissement Avallon und zum Kanton Tonnerrois (bis 2015 Ancy-le-Franc). Die Einwohner werden Nuitons genannt.

## Geografie
Nuits liegt etwa 55 Kilometer ostsüdöstlich von Auxerre am Armançon, der die Gemeinde im Osten begrenzt. Umgeben wird Nuits von den Nachbargemeinden Villiers-les-Hauts im Norden und Westen, Chassignelles im Norden, Ravières im Osten, Cry im Süden und Südosten, Perrigny-sur-Armançon im Süden und Südwesten sowie Étivey im Westen.

## Bevölkerungsentwicklung
| Jahr                      | 1962 | 1968 | 1975 | 1982 | 1990 | 1999 | 2006 | 2013 |
| ------------------------- | ---- | ---- | ---- | ---- | ---- | ---- | ---- | ---- |
| Einwohner                 | 619  | 556  | 499  | 453  | 455  | 407  | 417  | 408  |
| Quelle: Cassini und INSEE |      |      |      |      |      |      |      |      |

## Sehenswürdigkeiten
- Kirche Saint-Cyr-et-Sainte-Julitte
- Kapelle Saint-Marc aus dem 13. Jahrhundert, Monument historique seit 1967
- Schloss Nuits aus dem 16. Jahrhundert, Monument historique seit 1967
- Säulen von Nuits (18. Jahrhundert) und befestigtes Ortstor (16. Jahrhundert), jeweils Monument historique seit 1969

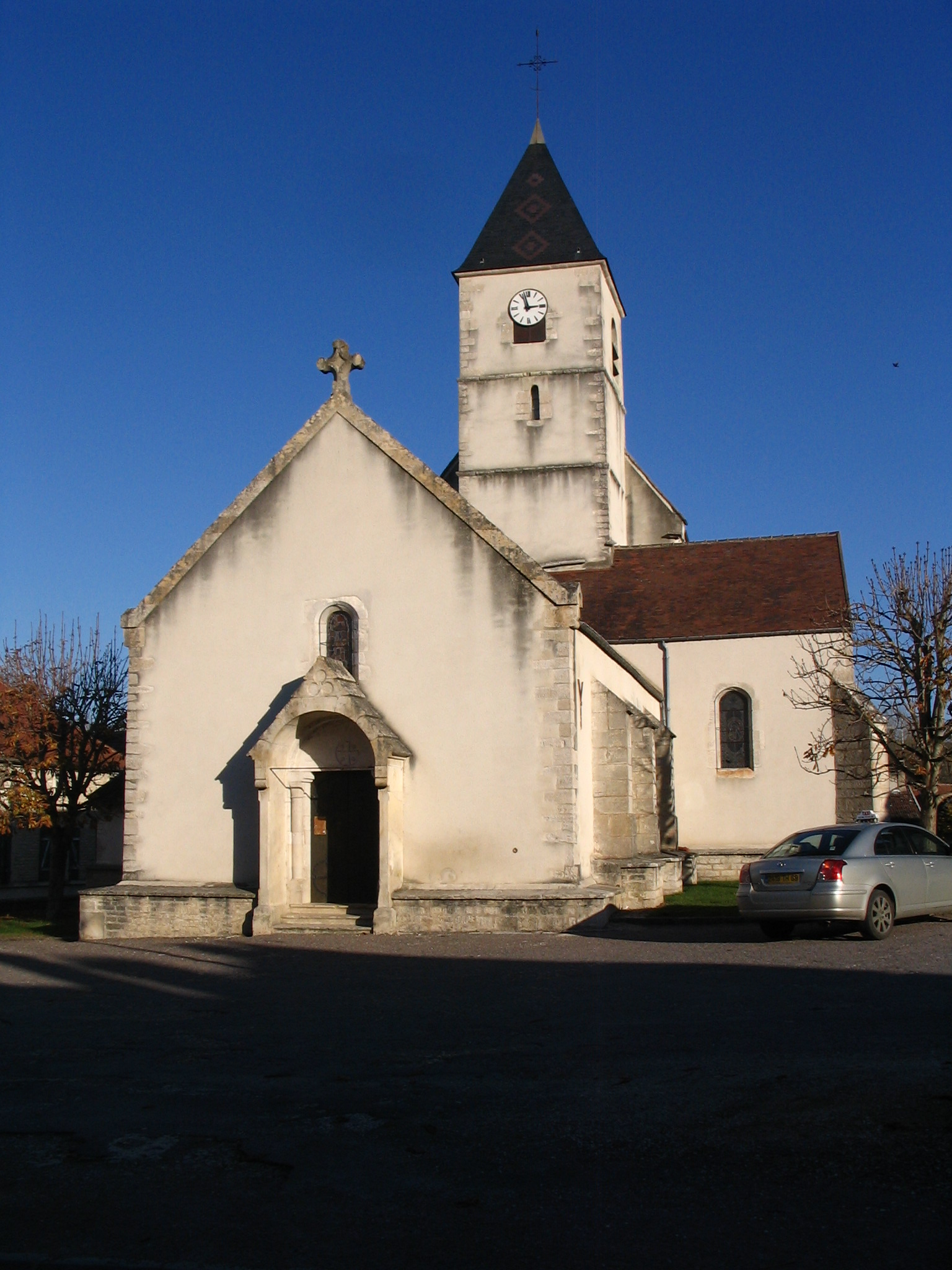
Kirche Saint-Cyr-et-Sainte-Julitte
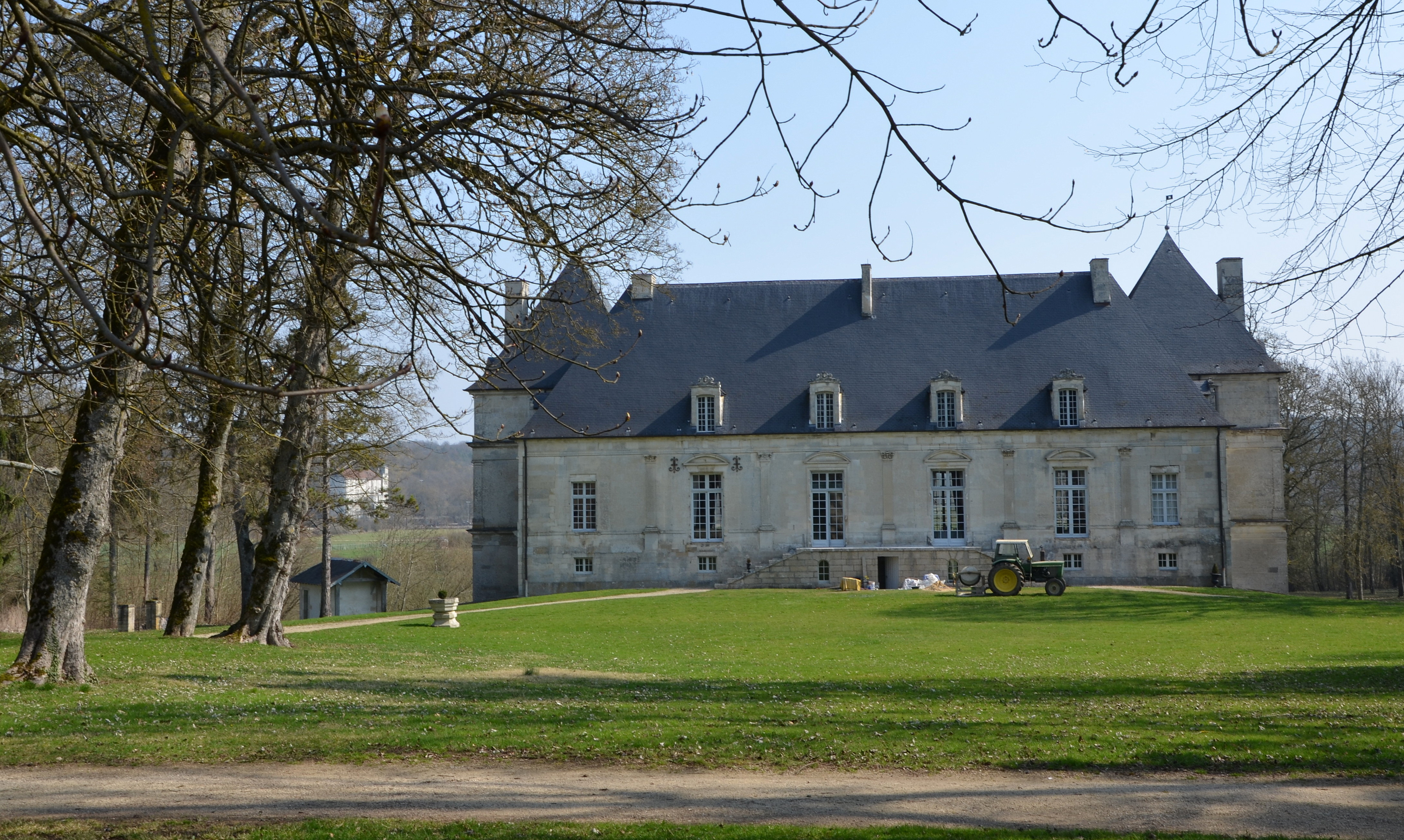
Schloss Nuits
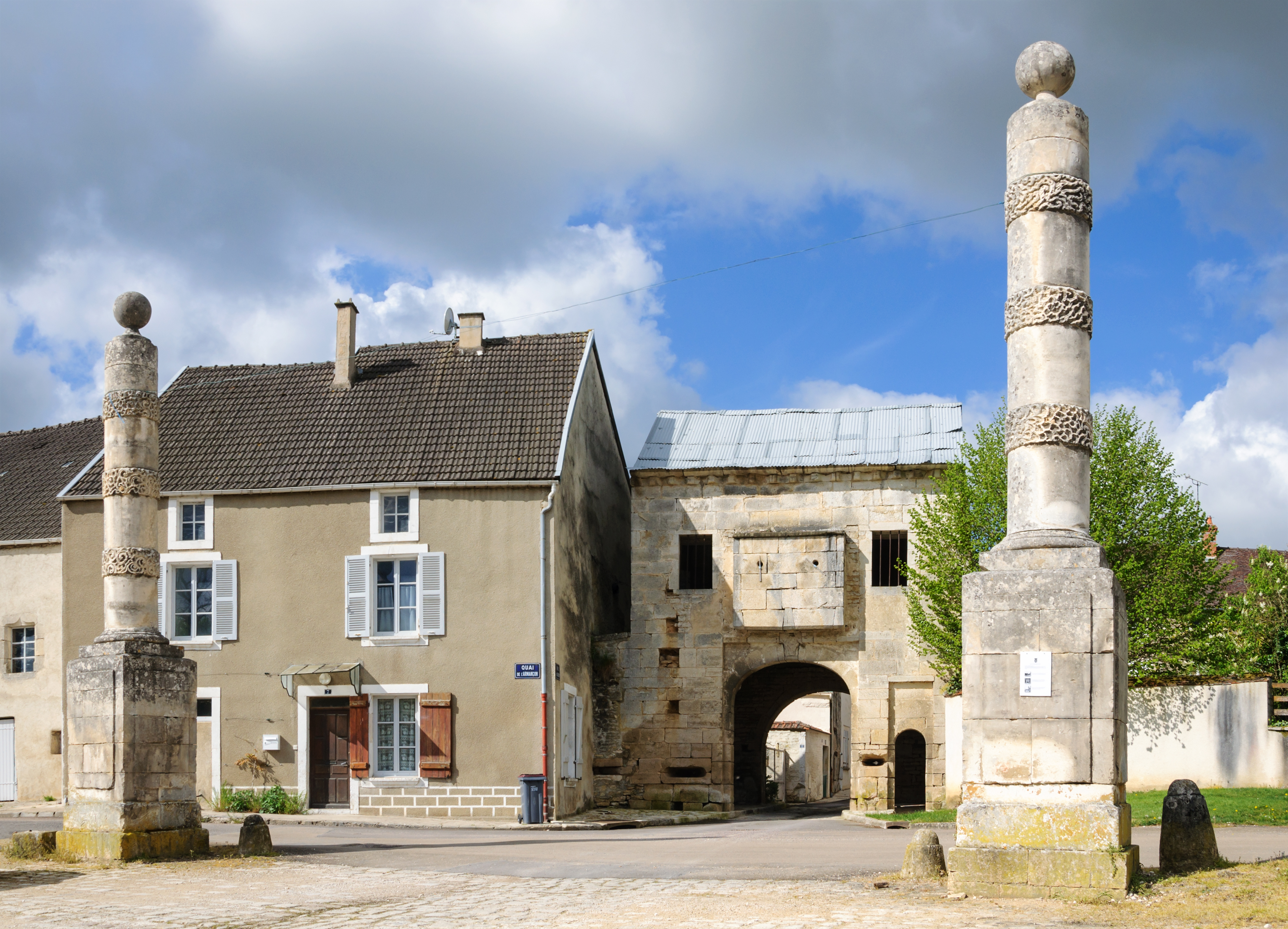
Säulen und Ortstor

## Persönlichkeiten
- Pierre-Anastase Pichenot (1816–1880), Bischof von Tarbes (1870–1873), Erzbischof von Chambéry (1873–1880)